# 国分寺市立第八小学校
国分寺市立第八小学校（こくぶんじしりつ だいはちしょうがっこう）は、東京都国分寺市西町五丁目にある公立小学校。通称「八小」。

## 沿革
- 1968年（昭和43年）
  - 4月1日 - 開校[1]。ただし校舎は完成しておらず、第二小学校内に仮校舎を設けて授業を行う[2]。
  - 夏休み期間中 - 校舎を落成[2][3]。
- 1970年（昭和45年） - 校歌と校章を制定[2]。
- 1972年度（昭和47年度） - 屋内運動場を落成[3]。
- 1980年（昭和55年） - 縦割り清掃や交歓給食会を開始[2]。
- 2013年（平成25年） - コミュニティ・スクールを導入[2]。
- 2018年（平成30年）11月2日 - 50周年記念式典を挙行[2]。

## 施設概要
主な施設。
- 校舎 - A棟、B-1棟、B-2棟からなる。A棟およびB-1棟は1968年の竣工で、B-2棟は1975年度の竣工[2][3]。いずれも鉄筋コンクリート造で、総延床面積は3,930平方メートル[3]。
- 屋内運動場 - 1972年度竣工の鉄筋コンクリート一部鉄骨造。延床面積は623平方メートル[3]。
- プール
- 校庭

築50年以上が経過した校舎と屋内運動場は、2030年度から2031年度にかけて大規模修繕を行う予定である。2018年度に検査したところ、校舎と屋内運動場は劣化がみられ、屋根と外壁の項目はともにC評価となった。校舎に関しては、躯体や電気設備など全ての項目でB以下の評価となり、総合評価はC評価となった。一方で、1984年に竣工したプール付属舎はおおよその項目でA評価とされ、「国分寺市学校施設長寿命化計画」（2020年策定）では改修対象から外された。

## 児童数・学級数
2024年（令和6年）5月1日時点。
| 学年 | 1年 | 2年 | 3年 | 4年 | 5年 | 6年 | 合計 |
| ---- | --- | --- | --- | --- | --- | --- | ---- |
| 学級 | 3   | 2   | 2   | 2   | 2   | 2   | 13   |
| 児童 | 71  | 47  | 63  | 68  | 69  | 65  | 383  |

## 通学区域と進学先中学校
出典：

### 通学区域
- 西町三丁目（全域）
- 西町四丁目（全域）
- 西町五丁目（全域）
- 高木町一丁目（10 - 26番）
- 高木町二丁目（6 - 18番）
- 高木町三丁目（全域）
  - なお、第二小学校の通学区域である高木町一丁目（1 - 3番地・5 - 9番地）と高木町二丁目（1 - 3番地・5番地）及び西町二丁目（16 - 29番地・36 - 38番地）は、国分寺市教育委員会への手続きによる指定校変更により、当校への通学が可能。
  - また、立川市立若葉台小学校とは、最短で250mほどしか離れておらず、URけやき台団地など、地域によっては立川市立若葉台小学校より、本校の方が近い地域もある。

### 進学先中学校
- 国分寺市立第三中学校

## 周辺
- 都営栄町五丁目アパート（立川市に所在） - 校地西側に隣接。
- 都営西町五丁目アパート
- 社会福祉法人大樹の会
  - くるみの木保育園
  - けやき台さくら保育園（立川市に所在） - 国分寺市との市境線付近に位置する。
- 立川けやき台郵便局（立川市に所在）
- 立川市立若葉台小学校（立川市に所在）

## アクセス
- 立川バス
  - 「けやき台団地」停留所（立川市）から、徒歩約6分（385m）。
  - 「弁天通り北」停留所より、
    - のりば1（国立駅北口行）から、徒歩約7分（約470m）。
    - のりば2（弁天通り折返場行・玉川上水駅南口行）から、徒歩約7分（490m）。